# Kikuchi, Kumamoto
Kikuchi (japanska: 菊池市?, Kikuchi-shi) är en stad i Kumamoto prefektur i Japan. Staden fick stadsrättigheter 1958.